# Akodon toba
Akodon toba és una espècie de mamífer rosegador de la família dels cricètids. Viu a l'Argentina, Bolívia i el Paraguai. El seu hàbitat natural són les zones seques de chaco. És una espècie en risc mínim, és a dir, no sembla que hi hagi cap amenaça significativa per a la seva supervivència. El seu nom específic, toba, significa ‘toba’ en llatí.